# Kamil Vacek
Kamil Vacek (* 18. května 1987 Ústí nad Orlicí) je český profesionální fotbalista, který hraje na pozici záložníka za český klub FK Pardubice. Je také bývalým českým reprezentantem. Mimo ČR působil na klubové úrovni v Německu, Itálii, Izraeli, Polsku a Dánsku.

## Klubová kariéra
Pochází z Dolní Dobrouče. Svoji fotbalovou kariéru začal v FK Dolní Dobrouč, odkud přestoupil ve svých 11 letech do FC Spartak Rychnov nad Kněžnou a o rok později odešel do Sigmy Olomouc.

### SK Sigma Olomouc
Před ročníkem 2005/06 se propracoval do seniorské kategorie olomouckého mužstva, kde nejprve hrál za rezervu a poté za první tým. Dohromady v jeho dresu odehrál během svého působení 9 utkání, ve kterých se gólově neprosadil.

### Arminia Bielefeld (hostování)
Ve svých 19 letech odešel na zkušenou do Německa, na hostování do klubu Arminia Bielefeld, kde se však i vinou zranění neprosadil a odehrál za rok a půl pouze jedno střetnutí, ve kterém gól nevsítil.

### AC Sparta Praha
V červenci 2007 přestoupil do Sparty Praha, kde působil až do roku 2011. V sezóně 2009/10 vyhrál se Spartou svůj první ligový titul. 8. července 2010 nastoupil v dresu Sparty k historicky prvnímu zápasu Českého Superpoháru, který sehrávají mistr ligy a vítěz národního poháru uplynulého ročníku.

### AC Chievo Verona
26. srpna 2011 přestoupil do klubu AC Chievo Verona za takřka 4 miliony eur (100 mil. Kč). Na podzim roku 2012 naznačil návrat zpět do ČR. Za klub odehrál 31 zápasů, ve kterých vsítil 1 gól.

### AC Sparta Praha (návrat)
V letní přestávce 2012/13 jednal o jeho příchodu z Itálie klub AC Sparta Praha, který 26. června potvrdil hráčův příchod na roční hostování s opcí. V sezóně 2013/14 slavil se Spartou Praha zisk ligového titulu již ve 27. kole 4. května 2014. V jejím průběhu se dostával na hřiště většinou jako střídající hráč. 17. května 2014 získal se Spartou double po výhře 8:7 v penaltovém rozstřelu ve finále Poháru České pošty proti Viktorii Plzeň (do utkání ale nezasáhl).
V červenci 2014 Sparta uplatnila opci a Vacek do klubu přestoupil, podepsal tříletou smlouvu. V kádru Sparty však nedostával po přestupu z Itálie mnoho příležitostí v základní sestavě.

### FK Mladá Boleslav (hostování)
V lednu 2015 odešel na hostování do FK Mladá Boleslav. Během svého působení nastoupil k 13 střetnutím, gól nedal.

### Piast Gliwice (hostování)
Dne 30. 6. 2015 AC Sparta Praha oznámila na svém oficiálním Twitteru, že Kamil Vacek odchází na hostování s opcí do polského klubu Piast Gliwice vedeného trenérem Radoslavem Látalem. Do klubu přišel ze Sparty společně se spoluhráčem Martinem Nešporem.

#### Sezóna 2015/16
V Ekstraklase debutoval v ligovém utkání 1. kola (20. 7. 2015) proti týmu Termalica Bruk-Bet Nieciecza (výhra Piastu 1:0), odehrál celý zápas. Svůj první gól vsítil v 6. kole (23. srpna 2015) na půdě Lechu Poznań (výhra Piastu 1:0), když ve 44. minutě dal jedinou a tudíž vítěznou branku střetnutí. Další góly vstřelil 17. 10. 2015 v utkání 12. kola na půdě Podbeskidzie Bielsko-Biała, prosadil se nejprve ve 44. a poté v 87. minutě, obě branky vstřelil z penalty, zápas skončil 2:2. Svůj 4. gól v lize vstřelil 20. 11. 2015 v utkání 16. kola v druhém zápase proti Termalice Bruk-Bet Nieciecza, ve 29. minutě srovnával na průběžných 2:2 (zápas skončil 5:3 pro Gliwice). V lednu 2016 byl vyhlášen v anketě fanoušky nejlepším ofenzivním záložníkem podzimní části Ekstraklasy. Popáté v ročníku se střelecky prosadil ve 27. kole proti Podbeskidzie Bielsko-Biała, když v 90. minutě rozhodl gólem z pokutového kopu o výhře svého týmu 3:2. Celkem v ročníku 2015/16 odehrál za tým 33 zápasů, dal v nich pět gólů. V sezoně s týmem dosáhl historického umístění, když jeho klub skončil na druhé příčce a kvalifikoval se do druhého předkola Evropské ligy UEFA.
V květnu 2016 Piast uplatnil předkupní právo a získal hráče na přestup. Cena za opci byla cca 250 000 eur (cca 6,8 milionů Kč). Vacek ale neměl zájem pokračovat v klubu a Gliwice proto později vzaly opci zpět. Hráč se vrátil do Sparty, ovšem v A-týmu pro něj nebylo místo, a tak začal trénovat s druholigovým týmem FC Sellier & Bellot Vlašim a čekal na nabídku zahraničního angažmá.

### Maccabi Haifa FC
V srpnu 2016 přestoupil za cca 250 000 eur do izraelského mužstva Makabi Haifa FC. Kontrakt podepsal na dva roky s následnou opcí. Zájem měli mj. kluby FC Viktoria Plzeň a FC Slovan Liberec, ale Vacek preferoval angažmá v cizině. V Maccabi odehrál jednu sezónu.

### Śląsk Wrocław
Koncem srpna 2017 se vrátil do Polska a podepsal tříletý kontrakt s klubem Śląsk Wrocław z Vratislavi.

### Odense BK
V srpnu 2018 přestoupil ze Śląsku Wrocław do dánského Odense BK, kde podepsal smlouvu na 2 roky. V týmu se ale nedokázal naplno prosadit. Odehrál pouhých 5 zápasů a dalších 5 přidal za místní rezervu.

### Bohemians Praha 1905
Do Bohemians zamířil v lednu 2019 nejprve na půlroční hostování, které se později změnilo v přestup. V klubu z Ďolíčku odehrál za 4 sezony 63 zápasů v české nejvyšší soutěži. V lednu 2022 se s vedením dohodl na předčasném ukončení kontraktu, který měl vypršet v červnu 2022.

### FK Pardubice
Dne 26.1.2022 byl představen jako nová posila FK Pardubice.

## Klubové statistiky
| Sezona  | Klub                      | Soutěž         | Zápasy | Góly |
| ------- | ------------------------- | -------------- | ------ | ---- |
| 2004/05 | SK Sigma Olomouc          | Gambrinus liga | 0      | 0    |
| 2005/06 | SK Sigma Olomouc          | Gambrinus liga | 9      | 0    |
| 2005/06 | Arminia Bielefeld (host.) | Bundesliga     | 1      | 0    |
| 2006/07 | Arminia Bielefeld (host.) | Bundesliga     | 0      | 0    |
| 2007/08 | AC Sparta Praha           | Gambrinus liga | 11     | 2    |
| 2008/09 | AC Sparta Praha           | Gambrinus liga | 21     | 4    |
| 2009/10 | AC Sparta Praha           | Gambrinus liga | 27     | 2    |
| 2010/11 | AC Sparta Praha           | Gambrinus liga | 24     | 2    |
| 2011/12 | AC Sparta Praha           | Gambrinus liga | 4      | 3    |
| 2011/12 | AC Chievo Verona          | Serie A        | 20     | 1    |
| 2012/13 | AC Chievo Verona          | Serie A        | 11     | 0    |
| 2013/14 | AC Sparta Praha (host.)   | Gambrinus liga | 19     | 1    |
| 2014/15 | AC Sparta Praha           | Synot liga     | 11     | 0    |
| 2014/15 | FK Mladá Boleslav (host.) | Synot liga     | 13     | 0    |
| 2015/16 | Piast Gliwice (host.)     | Ekstraklasa    | 33     | 5    |
| 2016/17 | Maccabi Haifa             | Ligat ha'Al    | 28     | 1    |
| 2017/18 | Śląsk Wrocław             | Ekstraklasa    | 25     | 1    |
| 2018/19 | Odense BK                 | SAS Ligaen     | 5      | 0    |
|         | Bohemians Praha 1905      | Fortuna:liga   | 14     | 1    |
| 2019/20 | Bohemians Praha 1905      | Fortuna:liga   | 23     | 4    |
| 2020/21 | Bohemians Praha 1905      | Fortuna:liga   | 18     | 1    |
| 2021/22 | Bohemians Praha 1905      | Fortuna:liga   | 8      | 0    |
|         | Bohemians Praha 1905 B    | ČFL, skupina B | 5      | 1    |
| 2021/22 | FK Pardubice              | Fortuna:liga   | 14     | 1    |
|         | FK Pardubice B            | ČFL, skupina B | 1      | 0    |
| 2022/23 | FK Pardubice              | Fortuna:liga   | 33     | 1    |
| 2023/24 | FK Pardubice              | Fortuna:liga   | 23     | 0    |
| 2024/25 | FK Pardubice              | Chance liga    |        |      |

## Úspěchy
- 2× vítěz 1. české ligy (2009/10, 2013/14)
- 1× vítěz českého fotbalového poháru (2007/08, 2013/14)

## Reprezentační kariéra
Vacek působil v mládežnických týmech ČR od kategorie U16.
V A-mužstvu České republiky debutoval 4. června 2011 na turnaji Kirin Cup proti Peru (remíza 0:0). V roce 2011 odehrál celkem 6 zápasů za český národní tým. Následovala čtyřletá odmlka v reprezentačním dresu.
V listopadu 2015 jej nominoval trenér Pavel Vrba díky kvalitním výkonům v Piastu Gliwice do českého reprezentačního A-týmu pro přátelské zápasy se Srbskem a Polskem. 13. 11. 2015 nastoupil jako střídající hráč na městském stadionu v Ostravě-Vítkovicích v utkání proti Srbsku (výhra 4:1). V základní sestavě se pak na postu středního záložníka objevil v zápase s Polskem (13. listopadu, prohra 1:3).

### Reprezentační zápasy
Zápasy Kamila Vacka v A-týmu české reprezentace
| 2011                | 6 | 0 |
| 2012                | 0 | 0 |
| 2013                | 0 | 0 |
| 2014                | 0 | 0 |
| 2015                | 2 | 0 |
| 2016                | 1 | 0 |
| Celkem              | 9 | 0 |
| Platí k 25. 3. 2016 |   |   |